# Institut supérieur de l'automobile et des transports
El Institut supérieur de l'automobile et des transports (también conocida como ISAT) es una escuela de ingenieros de Francia.
Está ubicado en Nevers y Magny-Cours, campus Université Bourgogne - Franche-Comté. También es miembro del Elles Bougent. Forma principalmente ingenieros en automóvil y transporte de muy alto nivel, destinados principalmente para el empleo en las empresas.

## Diplomado ISAT

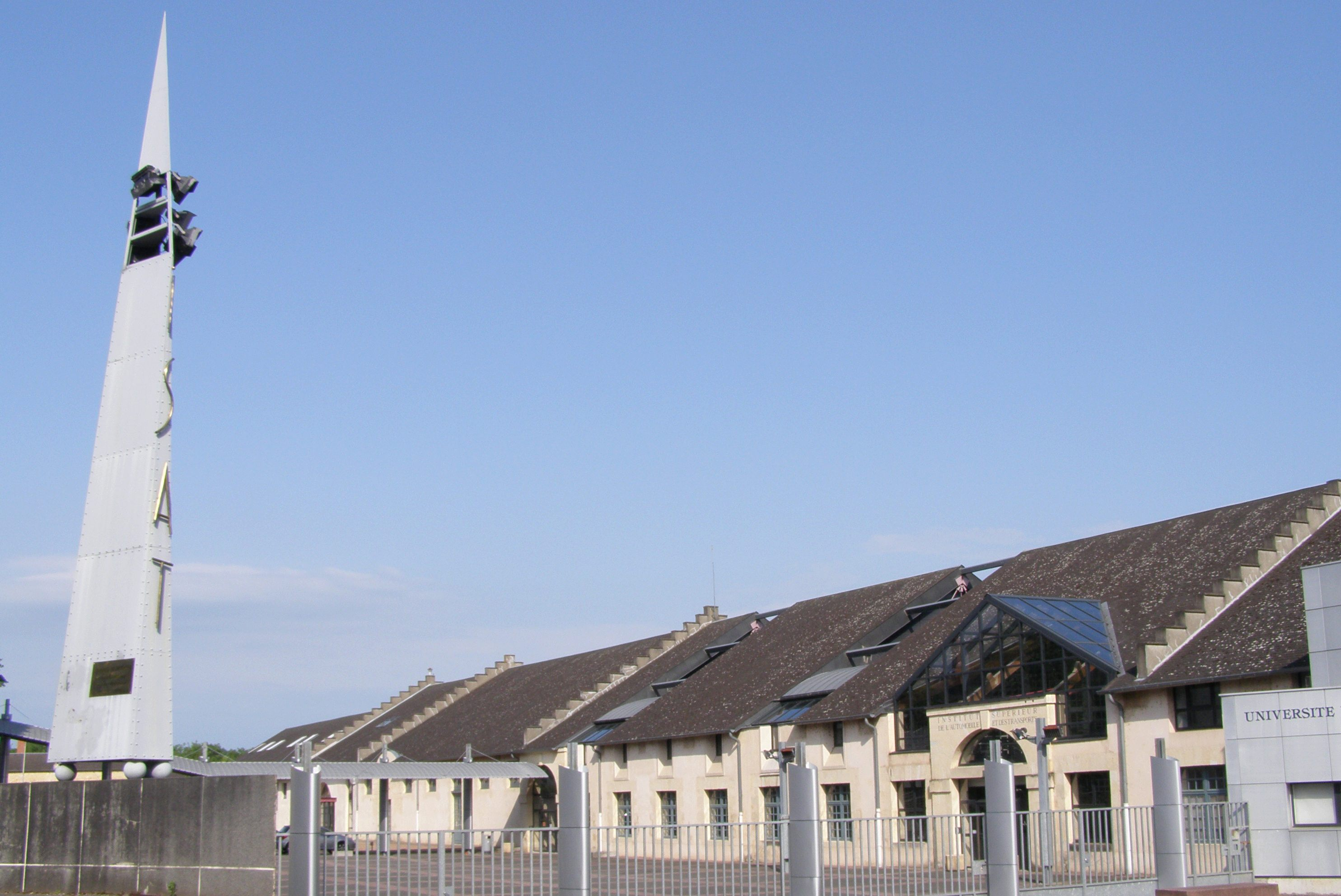
ISAT

- Master Ingénieur ISAT
- Master of Science

## Tesis doctoralISAT - Université Bourgogne - Franche-Comté
Laboratorio y Doctorados de investigación
- Energía, Propulsión y Medio Ambiente
- Vehículos Inteligentes
- Durabilidad y estructuras compuestas
- Vibraciones y Acústica de Transporte.